# Сикора, Зденек

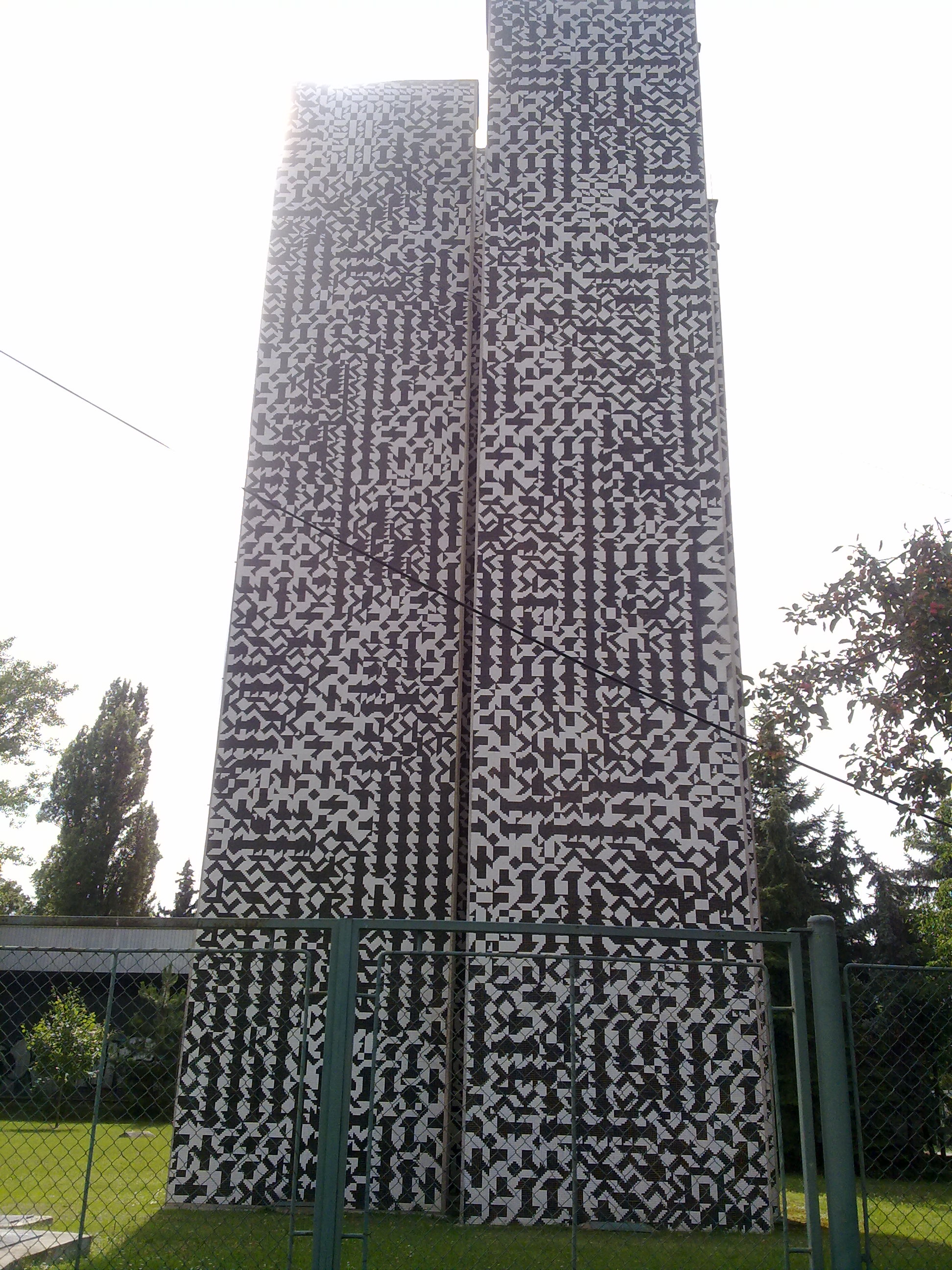
Вентиляционная башня Летенского туннеля, декорированная З.Сикорой

Зденек Сикора (чеш. Zdeněk Sýkora, род. 3 февраля 1920 года, Лоуни — 12 июля 2011 года, там же) — чешский художник и скульптор. 

## Жизнь и творчество
З. Сикора, проучившись в 1938-1939 годах в университете, профессионально занимается живописью с 1940 года; приблизительно в 1960 году он открывает для себя конструктивизм и конкретное искусство. В 1964 году Сикора, при помощи одного из физиков-сотрудников Пражского университета создаёт компьютерное обеспечение для своей конструктивистско-конкретной живописи. Первоначально он разрабатывает, согласно законам теории вероятности, математические модели по распределению кругов, квадратов и треугольников на своих полотнах. С 1966 года З. Сикора — профессор живописи пражского Карлова университета (преподаёт там до 1980 года). В 1968 году его графические работы и 3 скульптуры были представлены на выставке современного искусства documenta 4 в Касселе. Начиная с 1972 года З. Сикора работает в жанре «линейной живописи», принесшей ему широкую известность. Эти полотна являются выражением размышлений мастера о соотношении системного и случайного в художественном творчестве и в эстетике в целом. З. Сикора и его супруга, Ленка Сикорова, брали из различных книг случайные числа, определявшие размеры, краски и соотношения между линиями для работ художника, выполняемых акрильными красками. В конце жизни З. Сикора жил и работал в своём родном городе Лоуни.
В 2005 году З. Сикоре в Зальцбурге была присуждена премия Герберта Бёкля.
Произведения З. Сикоры можно увидеть в крупнейших музеях современного искусства Парижа, Берлина, Бонна, Праги, Цюриха, Вены, Амстердама и др.

## Галерея
- Избранные работы З. Сикоры